# Showa Corporation
Showa Corporation (株式会社ショーワ Kabushiki-kaisha Showa?) (TYO: 7274) es un fabricante de piezas de alto rendimiento, tales como suspensiones para automóviles, motos y fuerabordas ubicado en Gyoda, Saitama en Japón.
Fundada en octubre de 1938 en Japón para desarrollar su capacidad militar en preparación para la Segunda Guerra Mundial, Showa suministró piezas de suspensión y sistemas de aterrizaje a varios fabricantes de aviones, por ejemplo, Showa Aircraft Industry, en especial para la nave de transporte Nakajima L2D. Vetado del desarrollo o fabricación de sistemas para aeronaves después de la 2ª Guerra Mundial, Showa entró en la industria de componentes del automóvil, utilizando su conocimiento de las aeronaves para desarrollar soluciones de suspensión especializadas para motocicletas hechas por la nueva empresa Honda.

## Historia
- 1938 Se funda la compañía de aviación Showa Seiki Co., Ltd. y se estableció en Itabashi, Tokio.
- 1946 Cambió el nombre a Showa Manufacturing Co..
- 1953 Inició la producción de amortiguaciones para vehículos de dos ruedas.
- 1958 Producción masiva de suspensión por el inicio de venta de la Honda Super Cub.
- 1959 Empieza el suministro de amortiguador de doble horquilla para carreras (debut en el TT Isla de Man).
- 1962 Comenzó la producción de amortiguadores para vehículos de cuatro ruedas.
- 1964 Inició el suministro de amortiguadores para F1.
- 1972 Inició la producción masiva de suspensiones para el suministro del primer Honda civic
- 1974 Comenzó a suministrar amortiguadores a fabricantes de dos ruedas en el extranjeros
- 1976 Firmó un acuerdo para iniciar la producción en masa de amortiguadores.
- 1982 Primera victoria en 500cc en el campeonato de Motode Estados Unidos de Moto GP
- 1988 Primera vez que se usa una horquilla delantera invertida (NS250R).
- 1988 - 1991 McLaren (Con suministros de amortiguador Showa) logró su cuarto título de constructores consecutivo de F1.
- 1991 La Sede se trasladó a la prefectura de Saitama, Gyoda.
- 1993 Se fusionó con Seiki Giken Co. Ltd. y se cambió el nombre a Showa Corporación.
- 1997 Tuvo un gran éxito en la producción en masa de la primera barra de ayuda de dirección asistida eléctrica del mundo.
- 2001 En las CART World Series debutó como suministrador de amortiguadores Showa al equipo KOOL Green race.
- 2002 El equipo de Moto GP al que suministraba amortiguadores obtuvo el título de su categoría.
- 2003 Se introdujo la marca original SHOWA TUNING para personalizar vehículos de calle.
- 2005 Abasteció amortiguadores para el equipo de F1 BAR-Honda.